# Ahmad Mahrad
Ahmad Mahrad (* 3. Juli 1938 in Bandar Anzali, Iran; † 7. Dezember 2011) war ein iranischer Politikwissenschaftler und Hochschullehrer.
Sein Studium (1961–1969) der Politischen Wissenschaft, Volkswirtschaft, Soziologie und Rechtswissenschaft an der Johann Wolfgang Goethe-Universität in Frankfurt/M. und an der Freien Universität Berlin schloss er mit dem Diplom für Politologen und für Soziologen ab. 
Seine Frau Christa (* 9. Februar 1943 in Berlin-Pankow; † 28. Oktober 2019) studierte in Ostberlin Germanistik und Slawistik auf Lehramt und durfte 1966 zur Hochzeit in das Kaiserreich Iran ausreisen. Sie machten jedoch in Wien kehrt und heirateten in Westberlin, wo im selben Jahr Asad geboren wurde. Da Christas DDR-Studium nicht anerkannt wurde, studierte sie erneut, dieses Mal politische Wissenschaft. 1971 zog die Familie nach Hannover.
1974 wurde Ahmad Mahrad an der FU Berlin zum Dr. rer. pol. promoviert und 1978 folgte die Habilitation an der Universität Hannover, wo er zunächst Privatdozent und ab 1983 außerplanmäßiger Professor am Institut für Politische Wissenschaft war. Er war auch Vorstand der Hannoverschen Studien- und Forschungsgesellschaft Naher und Mittlerer Osten (auch:  Orient-Wissenschaftszentrum, Oriental Studies Centre) im Spannhagengarten. Von ihm stammen zahlreiche Veröffentlichungen über Iran, die deutsch-iranischen Beziehungen und den Persischen Golf. (Zur Exilsituation der Iraner berichteten auch: Bahman Nirumand, Djawad Adineh und Pari Rafi.)
Ahmad Mahrad ruht gemeinsam mit seiner Frau im Kolumbarium auf dem Alten St.-Matthäus-Kirchhof Berlin.   

## Arbeiten
- mit Heinz Gensrich: Multikulturalismus – Mißbrauch einer guten Idee; 1995/1996.
- mit Christa Mahrad: Immigration, Indigenat oder Multikulturalismus?.